# Бранж
Бранж (фр. Branges) насеље је и општина у источном делу централне Француске у региону Бургоња, у департману Саона и Лоара која припада префектури Луан.
По подацима из 2011. године у општини је живело 2395 становника, а густина насељености је износила 97,4 становника/km². Општина се простире на површини од 24,59 km². Налази се на средњој надморској висини од 187 метара (максималној 209 m, а минималној 173 m).

## Демографија
| 1962. | 1968. | 1975. | 1982. | 1990. | 1999. | 2011. |
| ----- | ----- | ----- | ----- | ----- | ----- | ----- |
| 2.212 | 2.300 | 2.338 | 2.312 | 2.155 | 2.087 | 2.395 |

График промене броја становника у току последњих година